# Бабаюрт
Бабаюрт - село, адміністративний центр Бабаюртівського району Дагестана. Утворює Бабаюртівське сільське поселення 

## Географія
Розташоване на Кумицькій площині на федеральній трасі Астрахань-Махачкала, за 90 км на північний захід від міста Махачкала.

## Населення
За оцінкою 2013 року в селі проживало 15 679 человік. У минулому кумицька село, у якому також проживала значна кількість ногайців, росіян і німців. В даний час багатонаціональне село (2002 рік), у якому проживають:

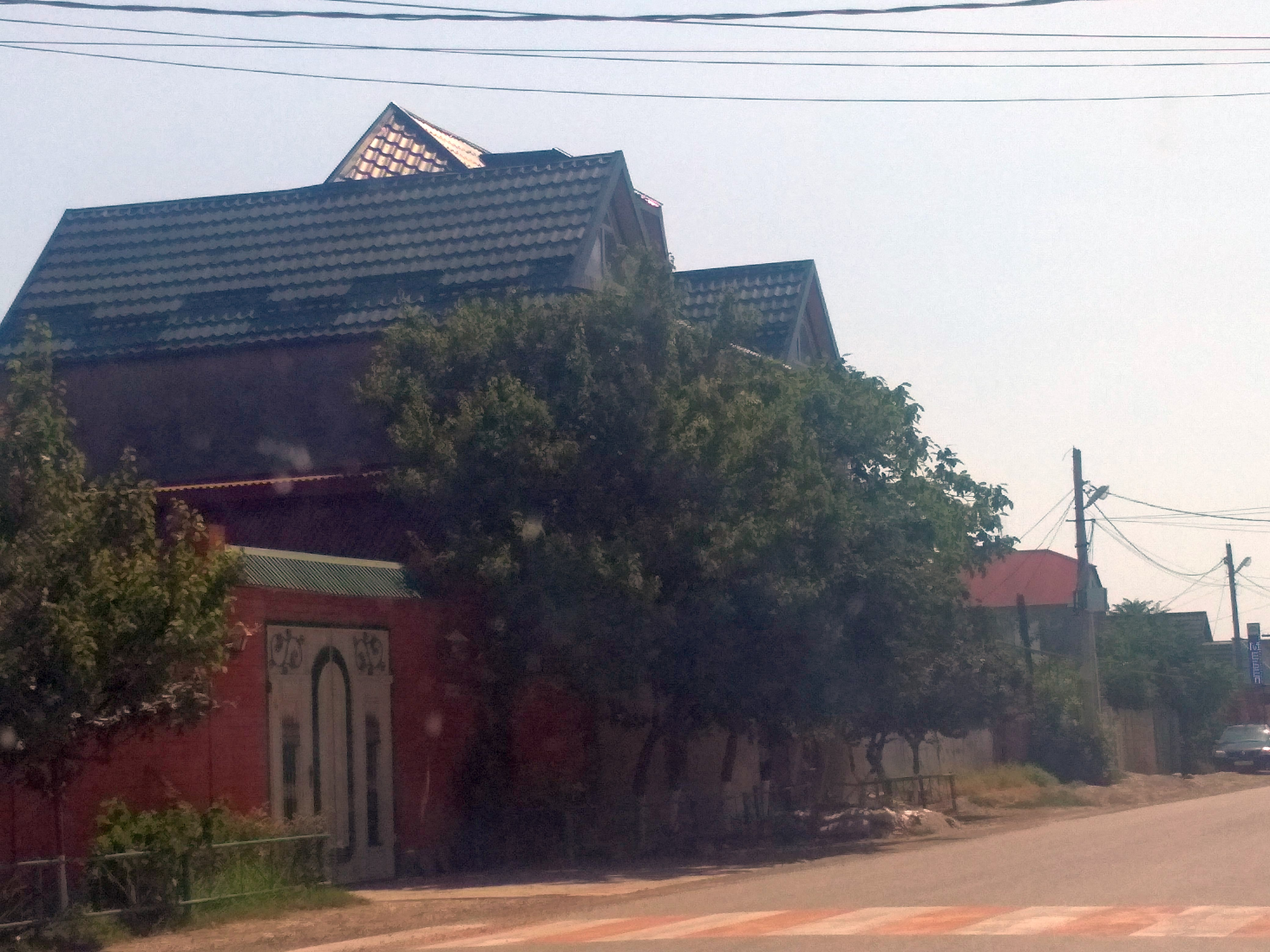
Бабаюрт, ул.Ленiна

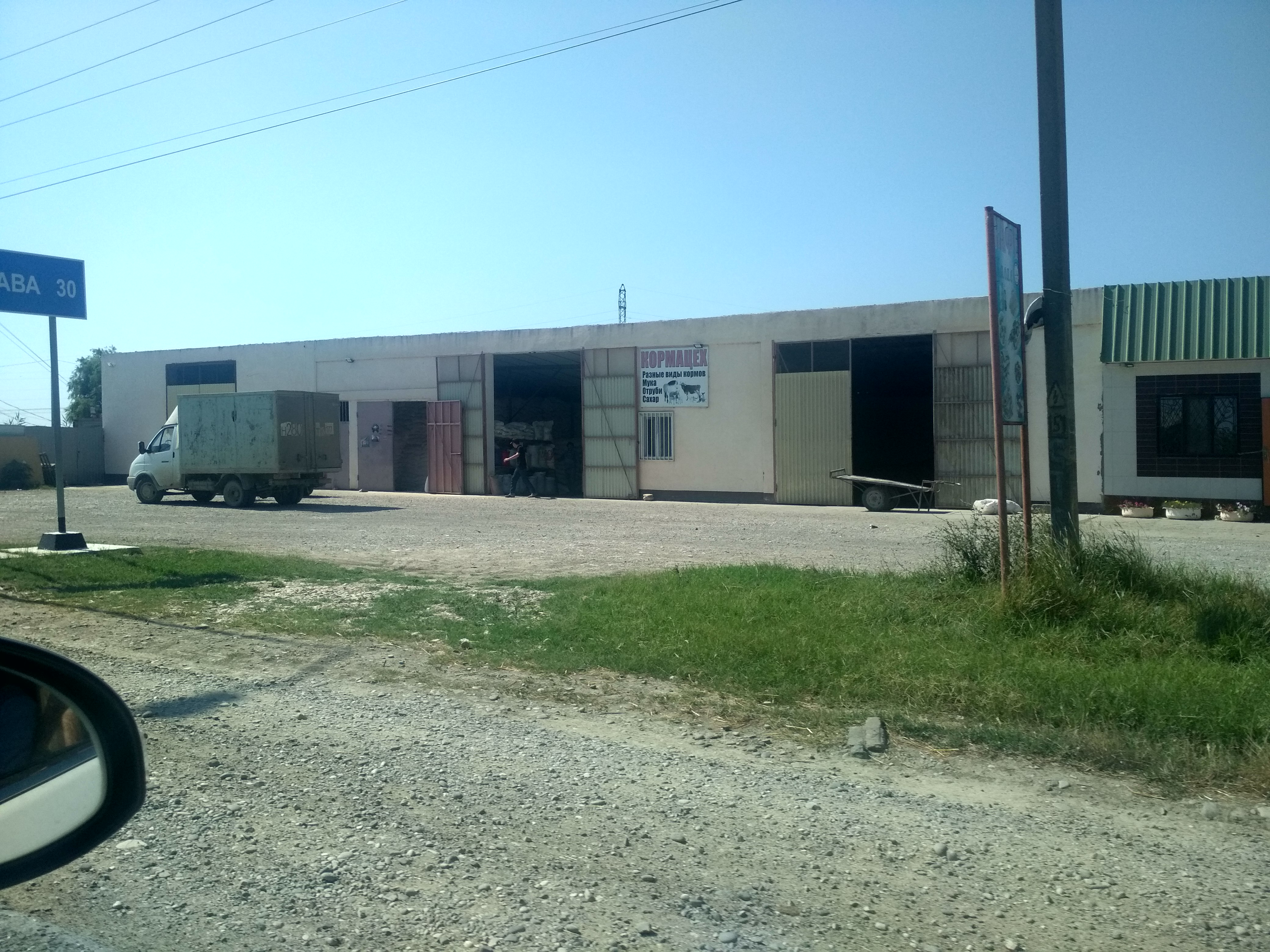
Окраїна Бабаюрт

- Кумики - 8,086 (62,5%)
- Аварці - 1,930 (14,9%)
- Ногайці - 1,594 (12,3%)
- Чеченці - 557 (4,3%)
- Даргинці - 204 (1,6%)
- Росіяни - 188 (1,5%)
- Лакці - 136 (1,1%)
- Інші - 248 (1,8%) [5].